# 大黒家天麩羅
大黒家天麩羅（だいこくやてんぷら）は、東京都台東区浅草一丁目にある飲食店である。

## 概要
1887年（明治20年）、浅草の伝法院通りにそば屋として開業した。1910年頃（明治末）頃に、そば屋から天ぷら屋となり、屋号が「大黒屋」から「大黒家」に改称した。現在は五代目の店主が務めている。
。

## 店舗情報
- 大黒家　本店 - 東京都台東区浅草一丁目38番10号
- 大黒家　別館 - 東京都台東区浅草一丁目31番10号

## 営業情報（大黒家 本店）
- 定休日 - 年中無休
- 営業時間 - 午前11時00分 - 午後8時30分、土・祝/午前11時00分 - 午後9時
- 駐車場 - 無し、雷門地下駐車場の利用[2]

## 交通
- 東武伊勢崎線（東武スカイツリーライン） - 浅草駅より徒歩7分
- 都営地下鉄浅草線 - 浅草駅より徒歩10分
- 東京メトロ銀座線 - 浅草駅より徒歩10分
- 首都圏新都市鉄道つくばエクスプレス - 浅草駅より徒歩

## ギャラリー
- 大黒家本店の外観（2008年07月撮影）
- 大黒家本店の店内（2009年11月撮影）
- 海老天丼
- 大黒家別館の外観（2017年2月撮影）